# Arrietabaso
El Arrietabaso o Errialtabaso es un monte situado en Vizcaya, País Vasco (España) de 1.018 metros de altitud pertenece al macizo del Eskuagatx siendo su cima más elevada. Forma parte de los denominados Montes del Duranguesado.
Este monte también es conocido por los nombres de Ezkumendi, Kanaleko y Errialtabaso.

## Descripción
Como señala su nombre, arri es piedra, eta es  y, y baso es bosque, es decir piedra y bosque, su paisaje se componen de bosques de encinas atlánticas y espinos albares, bosque que se encuentran sobre pedregales y moles de caliza. Como sus vecinos y hermanos, los montes que componen el macizo del Anboto y la sierra de Aramotz, es una inmensa mole de caliza arrecifal muy compacta y de color gris claro, contienen restos de corales coloniales masivos y grandes conchas de rudicos y ostreicos.  Y junto a ellos forma los "montes del Duranguesado", también conocidos como la pequeña Suiza. Está dentro del parque natural de Urkiola.
El ascenso a este monte es un poco tedioso al ir caminando entre rocas y árboles. La recompensa es escasa ya que su cumbre, al hallarse entre árboles, carece de vistas.  
Su cara norte se alza desafiante sobre la población de Mañaria cerrado el valle por su lado derecho y uniéndose al Saibigain, y mediante éste a Urkiola, por el collado de Akerrale y por el de Iturriotz. Mucho menos abrupta se muestra en su vertiente sur, que baja hacia el valle de Arratia y guarda parajes como la cueva de Baltzola y el arco de piedra conocido como Gentil Zubi. 
El macizo de Eskuagatx une Urquiola con la sierra de Aramotz mediante una serie de pequeñas cumbres de las cuales la más alta es el Arrietabaso. Forma un magnífico complejo kárstico que complementa el de la sierra de Aramotz.

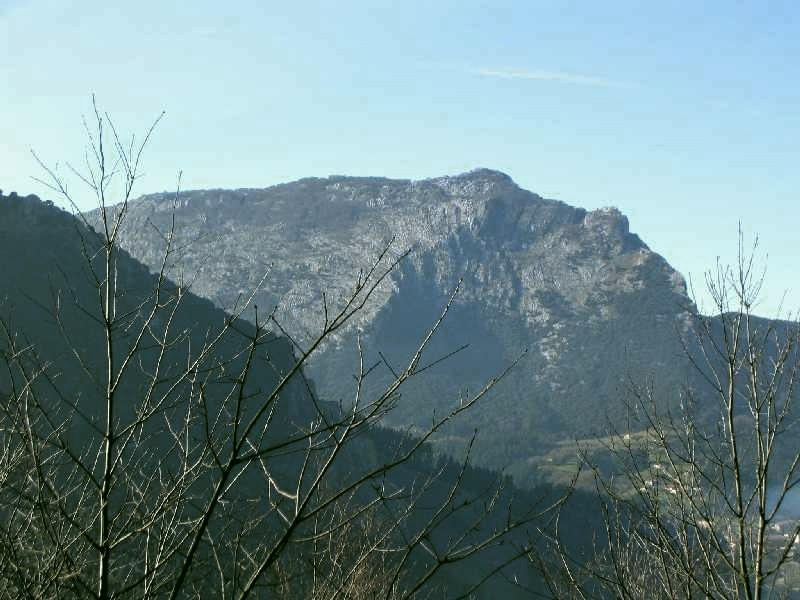
Arrietabaso. Vista desde la cara norte.

## Ascensos
La ascensión al Arrietabaso se realiza principalmente desde tres lugares diferentes, con excepción de la abrupta cara norte que no permite una ruta normal. Las altenativas son partiendo de Mañaria, de Urkiola o de Dima.
- Desde Urkiola: seguir la ruta hacia el Saibigain (954 m) y desde su cima bajar hacia el collado de Iturriotz, seguir hacia Artzate y pasar el collado de Ollomendi. De aquí seguir por el cordal de Arburueta hasta, cresteando entre las piedras y los árboles alcanzar la cumbre.

- Desde Mañaría: subir hasta el collado de Olarreta y dirigiéndose hacia la izquierda buscar la cumbre. También se puede llegar hasta el final del valle de Urkuleta y de allí alcanzar el collado de Akelarre para seguir la ruta que viene de Urkiola.

- Desde Dima: ir por la ermita de San Lorenzo y luego seguir bordeando la cima del Basabil hasta llegar al collado de Olarreta donde se tomará la ruta anteriormente indicada. También se puede ir por las cuevas de Baltzola y Gentil Zubi. Atravesando las cuevas se llega hasta la ermita de San Lorenzo de donde seguiremos la ruta ya explicada.

Tiempos de accesos: 
- Urkiola (2h 20').
- Mañaria (2h 15').
- Dima (2h, por Baltzola).
- Dima (2h San Lorenzo).